# Ljudmila Nikolajewna Schischowa
Ljudmila Nikolajewna Schischowa (russisch Людмила Николаевна Шишова; * 1. Juni 1940 in Nischni Nowgorod, Russische SFSR; † 21. Februar 2004 ebenda) war eine sowjetische Florettfechterin.

## Erfolge
Ljudmila Schischowa nahm an zwei Olympischen Spielen teil und trat dabei jeweils mit der sowjetischen Equipe im Mannschaftswettbewerb an. 1960 in Rom wurde sie gemeinsam mit Galina Gorochowa, Tazzjana Pjatrenka-Samussenka, Walentina Prudskowa, Walentina Rastworowa und Alexandra Sabelina ungeschlagen Olympiasiegerin. Im Finale bezwangen sie Ungarn mit 9:3. Bei den Olympischen Spielen 1964 in Tokio erreichte sie mit Galina Gorochowa, Walentina Prudskowa, Tazzjana Pjatrenka-Samussenka und Walentina Rastworowa in der Mannschaftskonkurrenz erneut das Finale gegen Ungarn, das dieses Mal mit 9:7 an die gegnerische Equipe ging.